# Палмитал (Сан-Паулу)
Палмитал (порт. Palmital)  —  муниципалитет в Бразилии, входит в штат Сан-Паулу. Составная часть мезорегиона Ассис. Входит в экономико-статистический  микрорегион Асис. Население составляет 22 193 человека на 2006 год. Занимает площадь 549,04 км². Плотность населения — 40,4 чел./км².
Праздник города — 20 января.

## История
Город основан 20 января 1885 года.

## Статистика
- Валовой внутренний продукт на 2003 составляет 342.598.950,00 реалов (данные: Бразильский институт географии и статистики).
- Валовой внутренний продукт на душу населения на 2003 составляет 15.928,17 реалов (данные: Бразильский институт географии и статистики).
- Индекс развития человеческого потенциала на 2000 составляет 0,783 (данные: Программа развития ООН).